# Адам Малиш
А̀дам Хѐнрик Ма̀лиш (на полски: Adam Henryk Małysz, роден на 3 декември 1977 във Висла, Полша) е полски състезател по ски скокове, един от най-добрите в света.
Четирикратен победител в световната купа по ски скокове през сезоните 2000/01, 2001/02, 2002/03 и 2006/07 — изравнен рекорд на финландеца Мати Нюкенен. При това Малиш печели купата в три поредни години, което е прецедент в историята на ски скоковете.
Четирикратен световен шампион. Три пъти на малка шанца – през 2001, 2003 и 2007 и един път на голяма през 2003. 
Носител на четири олимпийски медала. Сребърен на голяма и бронзов на малка шанца от Солт Лейк Сити 2002 и два сребърни на двете шанци от Ванкувър 2010. 
Малиш има 38 победи в световната купа по ски скокове.  Така се нарежда на второ място след Мати Нюкенен, който има 46.

## Спортна кариера
Кариерата на Малиш започва през 1995 г. През следващите два сезона достига до 7-о и 10-о място в генералното класиране. Печели престижния Турнир на четирите шанци през 2000/2001 година. През същия сезон на световното първенство в Лахти печели златен медал на голямата шанца и сребърен на малката. През 2002 г. печели двата си олимпийски медала. През 2003 печели и двете титли на световното първенство във Вал де Фиеме. Следва тригодишен спад в кариерата му до 2007 г. когато с поредица от победи в края на сезона включително и на световния шампионат в Сапоро печели Световната Купа за четвърти път.
10-кратен шампион на Полша на малка и 7-кратен на голяма шанца. Вторият поляк, преодолял 200 метра в ски полетите (след Роберт Матея). Рекордьор на Полша в ски полетите – 225 метра 2003. Световен рекордьор до 2005 на голяма шанца – 151,5 метра 2001, Вилинген. Към ноември 2011 държи рекордите на шест шанци (Лахти, две във Вал де Фиеме, Сапоро, Титизе-Нойщадт, Висла).
На световното първенство по северни дисциплини в Осло през 2011 печели бронзов медал на малка шанца след което обявява оттеглянето си от активна спортна дейност. 